# غروت بريجس ستاد زوتيجم 2015
غروت بريجس ستاد زوتيجم 2015 (بالهولندية: Grote Prijs Stad Zottegem 2015 )‏ هو سباق دراجات هوائية، وهو الموسم رقم 80 من نفس السباق، وأقيم في 18 أغسطس 2015، وامتدّ لمسافة 189.7 كيلومتر، وهو أحد سباقات طواف أوروبا للدراجات 2015، وهو من نوع سباق الدراجات، وقد شارك في السباق 187 متسابقاً ووصل إلى نهايته 134 متسابقاً.
فاز فيه بالمركز الأول كيني ديهاس، وبالمركز الثاني Antoine Demoitié ‏، وبالمركز الثالث أوليفر ناسن.

## الفرق
| فريق عالمي- Lotto-Soudal فرق قارية محترفة (4)- رومبوت تشارلز ‏ - غازبروم روسفيلو ‏ - سبورت فلاندرين بالويس 2015 ‏ - Wanty-Groupe Gobert فرق قارية (20)- An Post–Chain Reaction ‏ - CCT p/b Champion System ‏ - Team Metalced ‏ - سوبرانو هام ايزوريكس ‏ - Bingoal WB Devo Team ‏ - Destil–Parkhotel Valkenburg ‏ - Delta Cycling Rotterdam ‏ - Leopard TOGT Pro Cycling ‏ - Madison Genesis ‏ - ميتك-تي كي إتش مانتيل 2015 ‏ - Rabobank Development Team ‏ - Akros–Excelsior–Thömus ‏ - Team Differdange–Geba ‏ - 0711 Cycling ‏ - Stölting Service Group (cycling team) ‏ - Team3M ‏ - Pauwels Sauzen–Vastgoedservice ‏ - Veranclassic–Ago ‏ - فيرانداس ويلمز 2015 ‏ - بنجوال باوليز ساوكس دبليو بي ‏ |  |
| |  |

## الفائزون
| الترتيب | الفائز            |
| ------- | ----------------- |
| الفائز  | كيني ديهاس        |
| الثاني  | Antoine Demoitié ‏ |
| الثالث  | أوليفر ناسن       |

## وصلات خارجية
- الموقع الرسمي